# حمید مظفری
حمید مظفری (زادهٔ ۱ اردیبهشت ۱۳۲۷ در کازرون) فارغ‌التحصیل کارشناسی بازیگری و کارگردانی نمایش از دانشکده هنرهای دراماتیک است.
وی علاوه بر بازیگری، به عنوان کارگردان نمایش، مدرس، پژوهشگر، نویسنده، چهره‌پرداز و طراح صحنه و لباس نیز سابقهٔ فعالیت دارد.
حمید مظفری در مجموعه‌هایی چون «پهلوانان نمی‌میرند» (۱۳۷۶)، «فردا دیر است» (۱۳۷۷–۱۳۷۶)، «مختارنامه» (۱۳۸۸) و «چه کسی به سرهنگ شلیک کرد» (۱۳۸۴) به نقش‌آفرینی پرداخته‌است.

## مجموعه تلویزیونی
- بیا تا گل برافشانیم (۱۳۷۱)
- معمای یک قتل (۱۳۷۳)
- پهلوانان نمی‌میرند (۱۳۷۴) در نقش پهلوان جواد
- تله تئاتر تله موش
- فردا دیر است (۱۳۷۶)
- شب چراغ (۱۳۷۸)
- استنطاق (۱۳۷۹)
- چه کسی به سرهنگ شلیک کرد؟ (۱۳۸۴)
- زمین آسمانی (۱۳۸۶)
- مختارنامه (۱۳۸۹)

در نقش مسلم بن عوسجه